# La màgia del sud
La màgia del sud (en basc Alhambrako giltza) és una pel·lícula basca d'animació del 2003 dirigida per Juan Bautista Berasategi Luzuriaga, basada en els Contes de l'Alhambra de Washington Irving. Fou coproduïda, entre d'altres, per EITB i Canal Sur. Ha estat doblada al català i estrenada als cinemes.

## Sinopsi
Irving és un famós explorador estatunidenc que està a punt d'escriure un llibre, en el qual li agradaria explicar els seus viatges. L'explorador viatja a Andalusia per visitar l'Alhambra, juntament amb l'amic rus Dolgoruki i Carmen, descendent del rei moro Boabdil. Segons una profecia antiga, el malvat usurpador Ali, que es va apoderar del regne, no regnarà fins que el darrer descendent del rei sigui mort. Durant el viatge, Irving salva la vida de Carmen dels homes d'Ali, que havien marxat cap a Granada. Irving és així obligat a portar la noia a l'Alhambra per fer realitat la profecia i Ali l'usurpador és derrotat.

## Nominacions
Fou nominada al Goya a la millor pel·lícula d'animació.